# Rob Hulse
Robert William Hulse (Crewe, Inglaterra, 25 de octubre de 1979) es un exfutbolista inglés que jugaba de delantero.
En octubre de 2013 anunció su retirada como futbolista para ser fisioterapeuta.

## Clubes
| Club                             | País       | Año       |
| -------------------------------- | ---------- | --------- |
| Crewe Alexandra F. C.            | Inglaterra | 1999-2003 |
| Hyde United F. C. (cedido)       | Inglaterra | 1999-2000 |
| West Bromwich Albion F. C.       | Inglaterra | 2003-2005 |
| Leeds United F. C. (cedido)      | Inglaterra | 2005      |
| Leeds United F. C.               | Inglaterra | 2005-2006 |
| Sheffield United F. C.           | Inglaterra | 2006-2008 |
| Derby County F. C.               | Inglaterra | 2008-2010 |
| Queens Park Rangers F. C.        | Inglaterra | 2010-2013 |
| Charlton Athletic F. C. (cedido) | Inglaterra | 2012-2013 |
| Millwall F. C. (cedido)          | Inglaterra | 2013      |

## Palmarés

### Campeonatos nacionales
| Título                       | Club                | País | Año  |
| ---------------------------- | ------------------- | ---- | ---- |
| Football League Championship | Queens Park Rangers | País | 2011 |